# COROT-5b
COROT-5b – planeta pozasłoneczna typu gorący jowisz, krążąca wokół gwiazdy COROT-5 położonej w konstelacji Jednorożca w odległości około 400 parseków (1300 lat świetlnych) od Ziemi. Została odkryta w 2008 roku metodą tranzytu przez satelitę COROT.
Planeta ta ma około 47% masy Jowisza oraz promień o 39% większy od promienia Jowisza (nowsza praca Johna Southwortha z 2011 roku sugeruje, że planeta jest trochę mniejsza – jej promień wynosi ok. 1,18 RJ). COROT-5b obiega swoją gwiazdę w ciągu zaledwie 4 dni w odległości ok. 0,05 au. Szacowana temperatura na powierzchni planety wynosi ok. 1438 K.
| Jowisz | COROT-5b |
| ------ | -------- |
|        |          |